# MME U80701

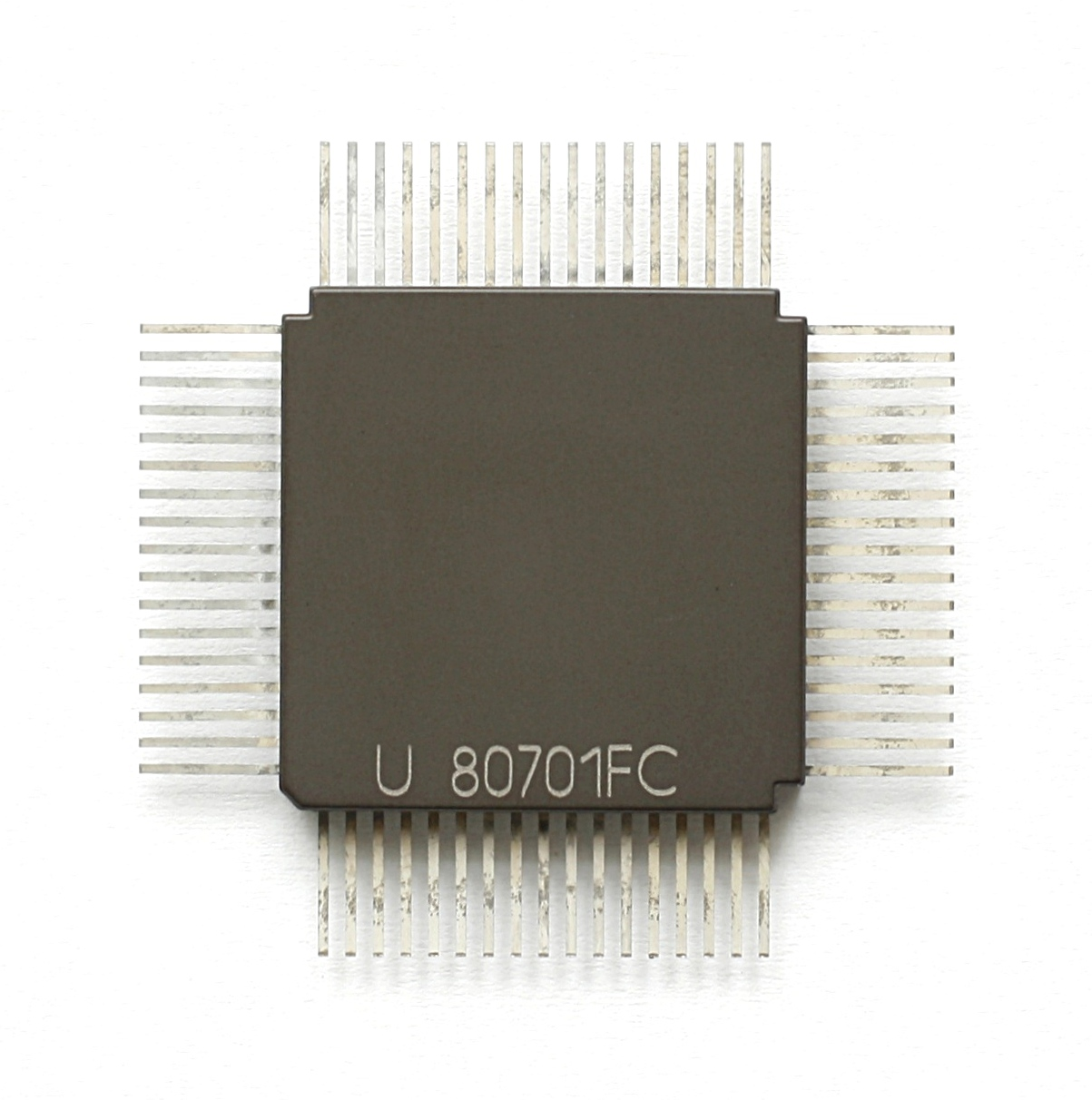
U80701FC chip

Az U80701 egy 32 bites mikroprocesszor volt, amelyet 1986 és 1990 között fejlesztettek ki Kelet-Németországban. A VEB Mikroelektronik "Karl Marx" Erfurt (MME) gyártotta, NMOS technológiával készült, CQFP-68 tokozással.
Az U80701 tervei a Digital Equipment Corporation (DEC) MicroVAX 78032 mikroprocesszor visszafejtésén alapultak. A MicroVAX egy COCOM-listás termék volt, ez azt jelenti, hogy a nyugati országokból tilos volt az exportja a keleti blokk országaiba. A szocialista tábor országai az exporttilalmat különböző módszerekkel igyekeztek megkerülni, ezek egyike volt a hardvereszközök visszafejtése és másolása.
A processzort a Robotron K 1820 miniszámítógépben használták fel, ami a DEC MicroVAX II munkaállomás keletnémet klónja volt.
Az U80700-as rendszer támogató chipjei:
- U80701: CPU (DC333)
- U80703: FPU (DC337)
- U80707: Konzol interface/kontroller DLART (DC319)
- U80709: CPU interface kaputömb (DC379)
- U80711: Q22-busz interface kaputömb (DC380)

## Fordítás
Ez a szócikk részben vagy egészben  az   U80701 című angol Wikipédia-szócikk fordításán alapul.  Az eredeti cikk szerkesztőit annak laptörténete sorolja fel. Ez a jelzés csupán a megfogalmazás eredetét és a szerzői jogokat jelzi, nem szolgál a cikkben szereplő információk forrásmegjelöléseként. 